# Sercan Sararer
Sercan Sararer-Osuna (Nürnberg, Nyugat-Németország, 1989. november 27. –) török-spanyol labdarúgó.

## Klubcsapatokban
Mielőtt 2000-ben a Greuther Fürth játékosa lett, az 1. FC Röthenbachban játszott. 2011. július 31-én, a hatodosztályú Eimsbütteler TV elleni kupameccsen négy gólt lőtt. A 2012–13-as szezonban Stieber Zoltán csapattársa lehetett.
2013. július 1-én járt le fürthi szerződése, a Bosman-szabály értelmében a VfB Stuttgartba igazolhatott. Szerződését február 1-én írta alá.

## Válogatottban
2012. május 15-én behívót kapott a török labdarúgó-válogatottba a soron következő barátságos mérkőzésekre. A Grúzia elleni barátságos mérkőzésen debütált, a május 24-i meccsen gólpasszt adott Hamit Altıntopnak. Végül 3–1-re nyertek. A június 2-i, Portugália elleni edzőmeccsen Umut Bulut első gólját készítette elő. Törökország ismét 3–1-re nyert. Október 16-án a magyarok elleni meccsen a 64. percben állt be csereként, 3–1-re kikaptak.

## Magánélete
Édesapja török, édesanyja spanyol. Rendelkezik spanyol útlevéllel is.